# Олівер Довін
Олівер Лукас Дозае Нноньєлу Довін (швед. Oliver Lukas Dozae Nnonyelu Dovin, нар. 11 липня 2002, Лондон, Велика Британія) — шведський футболіст нігерійського походження, воротар клуб «Гаммарбю» та молодіжної збірної Швеції.

## Біографія
Олівер Довін народився у Лондоні у родині вихідця з Нігерії та шведки. Через рік разом з родиною Олівер переїхав до Швеції.

## Клубна кар'єра
Футболом почав займатися в академії столичного клубу «Гаммарбю» з 2014 року. Влітку 2018 року Довін підписав з клубом перший професійний контракт і був внесений до заявки в якості третього воротаря. Зрідка потрапляв до заявок на матчі але на поле так і не виходив. Майже весь 2019 рік Довін провів в оренді у клубі Супереттан «Фрей». 
В кінці сезону воротар повернувся до «Гаммарбю». А свою першу гру в основі столичного клубу Довін провів у грудні 2020 року. У 2021 році Довін став переможцем Кубка Швеції, хоча сам не брав участі у фінальноиу поєдинку.

## Збірна
З 2017 року Олівер Довін грав за юнацькі збірні Швеції. 3 червня у матчі проти фінських однолітків відбувся його дебют у молодіжній збірній Швеції.

## Досягнення
Гаммарбю
 Переможець Кубка Швеції: 2020/21